# Шутел
Шутел — северомакедонский телеканал, вещающий на македонском и цыганском языках.

## История
Телерадиокомпания «Шутел» сформирована 17 июля 1994 под именем «Коммерческая радиовещательная компания». Современный формат вещания введён 18 августа 1998. Штаб-квартира: Скопье, квартал Шуто-Оризари.

## Сетка вещания
Вещание ведётся ежедневно с 10 часов утра до полуночи. 40% вещаемого контента — собственное производство телеканала. На македонском и цыганском языках вещаются информационные программы, документальные фильмы, музыкально-развлекательные шоу, культурно-образовательные передачи и телешоу. На телеканале работают 16 человек.